# Lægemiddelindustriforeningen
Lægemiddelindustriforeningen (Lif; engelsk: The Danish Association of the Pharmaceutical Industry) er en brancheforening for forskende lægemiddelvirksomheder i Danmark. Medlemmerne er lægemiddelvirksomheder i Danmark, der forsker, udvikler, producerer og markedsfører lægemidler. Administrerende direktør for Lif er Ida Sofie Jensen.
Lif arbejder for at fremme lægemiddelindustriens interesser i Danmark og internationalt med særligt fokus på forskning og udvikling, produktion og afsætning samt den retlige beskyttelse af virksomhedernes præparater. Foreningen tager sig derudover også af lægemiddelindustriens generelle erhvervsmæssige, politiske og samfundsmæssige interesser. Lif varetager samtidig en omfattende informationsvirksomhed over for medlemmerne. 
Ved at sikre lægemiddelindustrien de bedst mulige betingelser for forskning, udvikling, produktion, distribution, og information arbejder Lif at kunne sikre patienterne en bred og hurtig adgang til den bedste medicinske behandling.
Lif udgiver blandt andet Magasinet Med og  nyhedsbrevet Brief.

## Eksterne links
1. ↑  "Lif – Om Lif". Arkiveret fra originalen 2. april 2008. Hentet 2. juli 2008.
2. ↑  Magasinet med. og Nyhedsbrevet Brief

- Lifs hjemmeside Arkiveret 20. februar 2019 hos  Wayback Machine